# نینتندو دی‌اس‌آی
نینتندو دی‌اس‌آی (به ژاپنی ニンテンドーDSi, Nintendō DSi?) کنسول بازی دستی است که توست نینتندو در سال ۲۰۰۸ عرضه شده که صفحه بزرگتری از نینتندو دی‌اس دارد و مجهز به دو دوربین و همچنین خدمات برخط نینتندو می‌باشد. علاوه بر اینها سرعت پردازنده اصلی دستگاه تقریباً دو برابر شده و میزان RAM آن به ۱۶ مگابایت (۴ برابر) افزایش یافته و حافظه داخلی (NAND) آن از ۲۵۶ کیلوبایت به ۲۵۶ مگابایت افزایش یافته‌است.